# Mistrzostwa Świata w Kajakarstwie 2010
Mistrzostwa Świata w Kajakarstwie 2010 – odbyły się w dniach 19–22 sierpnia 2010 w Poznaniu na torze regatowym Malta. Była to 38. edycja mistrzostw, rozgrywanych po raz trzeci w Polsce. Poprzednie edycje odbyły się w 1990 i 2001, również w Poznaniu. W imprezie wzięło udział blisko 1300 zawodników z 71 krajów.

## Końcowa tabela medalowa
| Miejsce | Państwo           | Złoto | Srebro | Brąz | Razem |
| ------- | ----------------- | ----- | ------ | ---- | ----- |
| 1       | Węgry             | 6     | 5      | 1    | 12    |
| 2       | Niemcy            | 5     | 4      | 2    | 11    |
| 3       | Kanada            | 4     | 1      | 2    | 7     |
| 4       | Białoruś          | 3     | 3      | 1    | 7     |
| 5       | Rumunia           | 3     | 1      | 0    | 4     |
| 6       | Rosja             | 2     | 3      | 6    | 11    |
| 7       | Francja           | 2     | 2      | 1    | 5     |
| 8       | Brazylia          | 2     | 1      | 1    | 4     |
| 9       | Hiszpania         | 1     | 4      | 0    | 5     |
| 10      | Wielka Brytania   | 1     | 2      | 3    | 6     |
| 11      | Ukraina           | 1     | 2      | 1    | 4     |
| 12      | Austria           | 1     | 0      | 1    | 2     |
| 12      | Szwecja           | 1     | 0      | 1    | 2     |
| 12      | Uzbekistan        | 1     | 0      | 1    | 2     |
| 15      | Australia         | 1     | 0      | 0    | 1     |
| 15      | Litwa             | 1     | 0      | 0    | 1     |
| 15      | Tahiti            | 1     | 0      | 0    | 1     |
| 18      | Chiny             | 0     | 2      | 0    | 2     |
| 19      | Polska            | 0     | 1      | 4    | 5     |
| 19      | Włochy            | 0     | 1      | 4    | 5     |
| 21      | Słowacja          | 0     | 1      | 2    | 3     |
| 22      | Azerbejdżan       | 0     | 1      | 0    | 1     |
| 22      | Portugalia        | 0     | 1      | 0    | 1     |
| 22      | Stany Zjednoczone | 0     | 1      | 0    | 1     |
| 25      | Finlandia         | 0     | 0      | 2    | 2     |
| 26      | Czechy            | 0     | 0      | 1    | 1     |
| 26      | Japonia           | 0     | 0      | 1    | 1     |
| 26      | Nowa Zelandia     | 0     | 0      | 1    | 1     |
| 26      | Serbia            | 0     | 0      | 1    | 1     |
| Razem   | Razem             | 36    | 36     | 37   | 109   |

## Medaliści

### Mężczyźni

#### Kanadyjki
| Konkurencja         | Złoto                                                                                      | Czas      | Srebro                                                                                  | Czas      | Brąz                                                                         | Czas      |
| C-1 200 m           | Iwan Sztyl                                                                                 | 39,161    | Thomas Simart                                                                           | 39,729    | Richard Dalton Jurij Czeban                                                  | 39,953    |
| C-1 500 m           | Dzianis Haraża                                                                             | 1:47,701  | Li Qiang                                                                                | 1:48,317  | Vadim Menkov                                                                 | 1:48,457  |
| C-1 1000 m          | Vadim Menkov                                                                               | 3:51,721  | Attila Vajda                                                                            | 3:51,921  | Sebastian Brendel                                                            | 3:53,837  |
| C-1 5000 m          | Ronald Verch                                                                               | 23:24,342 | José Luis Bouza                                                                         | 23:26,398 | Marian Ostcril                                                               | 23:38,070 |
| C-1 4 × 200 m relay | Rosja · Iwan Sztyl · Michaił Pawłow · Nikołaj Lipkin · Jewgienij Ignatow                   | 2:48,143  | Ukraina · Ołeksandr Maksymczuk · Jurij Czeban · Stanisław Szymanski · Wjaczesław Tekosz | 2:50,675  | Polska · Adam Ginter · Roman Rynkiewicz · Mariusz Kruk · Paweł Baraszkiewicz | 2:51,059  |
| C-2 200 m           | Litwa · Raimundas Labuckas · Tomas Gadeikis                                                | 36,019    | Rosja · Jewgienij Ignatow · Iwan Sztyl                                                  | 36,411    | Polska · Paweł Skowroński · Paweł Baraszkiewicz                              | 36,551    |
| C-2 500 m           | Rumunia · Alexandru Dumitrescu · Victor Mihalachi                                          | 1:40,781  | Azerbejdżan · Sergiy Bezugliy · Maksym Prokopenko                                       | 1:41,277  | Rosja · Paweł Pietrow · Aleksandr Kostogłod                                  | 1:41,345  |
| C-2 1000 m          | Rumunia · Alexandru Dumitrescu · Victor Mihalachi                                          | 3:37,317  | Białoruś · Andrej Bahdanowicz · Alaksandr Bahdanowicz                                   | 3:37,325  | Węgry · Márton Tóth · Róbert Mike                                            | 3:38,057  |
| C-4 1000 m          | Białoruś · Dzianis Haraża · Dzmitryj Rabczanka · Dzmitryj Wajciszkin · Alaksandr Wauczecki | 3:18,724  | Rumunia · Gabriel Gheoca · Nicolae Bogdan · Mihail Simon · Florin Comanici              | 3:20,548  | Niemcy · Chris Wend · Tomasz Wylenzek · Erik Rebstock · Ronald Verch         | 3:20,616  |

#### Kajaki
| Konkurencja         | Złoto                                                                       | Czas      | Srebro                                                                                  | Czas      | Brąz                                                                                      | Czas      |
| K-1 200 m           | Edward McKeever                                                             | 34,807    | Ronald Rauhe                                                                            | 35,155    | Piotr Siemionowski                                                                        | 35,195    |
| K-1 500 m           | Anders Gustafsson                                                           | 1:38,457  | Peter Gelle                                                                             | 1:38,961  | Adam van Koeverden                                                                        | 1:39,005  |
| K-1 1000 m          | Max Hoff                                                                    | 3:29,544  | Tim Brabants                                                                            | 3:30,040  | Aleh Jurenia                                                                              | 3:30,128  |
| K-1 5000 m          | Ken Wallace                                                                 | 20:01,338 | Max Hoff                                                                                | 20:03,574 | Maximilian Benassi                                                                        | 20:06,670 |
| K-1 4 × 200 m relay | Hiszpania · Saúl Craviotto · Francisco Llera · Pablo Andrés · Carlos Pérez  | 2:27,409  | Wielka Brytania · Edward McKeever · Jonathon Schofield · Liam Heath · Edward Cox        | 2:27,897  | Rosja · Wiktor Zawolski · Aleksandr Djaczenko · Jewgienij Sałachow · Aleksander Nikołajew | 2:28,753  |
| K-2 200 m           | Francja · Arnaud Hybois · Sébastien Jouve                                   | 31,532    | Hiszpania · Saúl Craviotto · Carlos Pérez                                               | 31,540    | Wielka Brytania · Heath Liam · Jonathon Schofield                                         | 31,584    |
| K-2 500 m           | Białoruś · Raman Piatruszenka · Wadzim Machnieu                             | 1:29,230  | Portugalia · Fernando Pineta · João Ribeiro                                             | 1:29,970  | Serbia · Duško Stanojević · Dejan Pajić                                                   | 1:30,418  |
| K-2 1000 m          | Niemcy · Martin Hollstein · Andreas Ihle                                    | 3:13,024  | Węgry · Zoltán Kammerer · Ákos Vereckei                                                 | 3:13,204  | Rosja · Ilja Miedwiediew · Anton Riachow                                                  | 3:15,736  |
| K-4 1000 m          | Francja · Arnaud Hybois · Étienne Hubert · Philippe Colin · Sébastien Jouve | 2:54,103  | Białoruś · Wadzim Machnieu · Artur Litwinczuk · Raman Piatruszenka · Alaksiej Abałmasau | 2:55,843  | Czechy · Ondřej Horský · Jan Souček · Daniel Havel · Jan Štěrba                           | 2:56,023  |

### Kobiety

#### Kanadyjki
| Konkurencja | Złoto                                                   | Czas     | Srebro                                        | Czas     | Brąz                                             | Czas     |
| C-1 200 m   | Laurence Vincent-Lapointe                               | 48,188   | Li Tianian                                    | 48,992   | Maria Kazakowa                                   | 51,724   |
| C-2 500 m   | Kanada · Laurence Vincent-Lapointe · Mallorie Nicholson | 2:03,622 | Rosja · Maria Kazakowa · Jekatierina Pietrowa | 2:18,110 | Brazylia · Luciana Costa · Lima Camila Conceicao | 2:19,254 |

#### Kajaki
| Konkurencja         | Złoto                                                                            | Czas      | Srebro                                                                           | Czas      | Brąz                                                                                      | Czas      |
| K-1 200 m           | Natasa Janics                                                                    | 40,181    | Inna Osypenko                                                                    | 40,797    | Shinobu Kitamoto                                                                          | 40,917    |
| K-1 500 m           | Inna Osypenko                                                                    | 1:50,461  | Natasa Janics                                                                    | 1:50,625  | Rachel Cawthorn                                                                           | 1:50,929  |
| K-1 1000 m          | Franziska Weber                                                                  | 3:57,544  | Katalin Kovács                                                                   | 4:00,124  | Sofia Paldanius                                                                           | 4:00,280  |
| K-1 5000 m          | Vivien Folláth                                                                   | 22:44,927 | Maryna Pautaran                                                                  | 22:53,079 | Anne Rikala                                                                               | 23:07,683 |
| K-1 4 × 200 m relay | Niemcy · Conny Waßmuth · Nicole Reinhardt · Katrin Wagner-Augustin · Tina Dietze | 2:50,315  | Węgry · Natasa Janics · Zomilla Hegyi · Ninetta Vad · Tímea Paksy                | 2:52,211  | Rosja · Natalia Łobowa · Anastazja Siergiejewa · Natalia Proskurina · Anastazja Panczenko | 2:52,959  |
| K-2 200 m           | Węgry · Katalin Kovács · Natasa Janics                                           | 36,886    | Polska · Marta Walczykiewicz · Ewelina Wojnarowska                               | 37,766    | Słowacja · Ivana Kmeťová · Martina Kohlová                                                | 37,778    |
| K-2 500 m           | Węgry · Gabriella Szabó · Danuta Kozák                                           | 1:40,064  | Rosja · Juliana Sałachowa · Anastazja Siergiejewa                                | 1:41,628  | Austria · Yvonne Schuring · Viktoria Schwarz                                              | 1:42,684  |
| K-2 1000 m          | Węgry · Gabriella Szabó · Tamara Csipes                                          | 3:34,306  | Niemcy · Silke Hörmann · Carolin Leonhardt                                       | 3:37,426  | Rosja · Juliana Sałachowa · Anastazja Siergiejewa                                         | 3:37,554  |
| K-4 500 m           | Węgry · Natasa Janics · Tamara Csipes · Katalin Kovács · Dalma Benedek           | 1:31,607  | Niemcy · Fanny Fischer · Nicole Reinhardt · Katrin Wagner-Augustin · Tina Dietze | 1:32,795  | Polska · Karolina Naja · Aneta Konieczna · Sandra Pawełczak · Magdalena Krukowska         | 1:33,815  |

### Niepełnosprawni
| Konkurencja                   | Złoto                    | Srebro                | Brąz            |
| K-1 200 m A mężczyzn          | Fernando Fernandes Padua | Antonio De Diego      | Jono Broome     |
| K-1 200 m LTA mężczyzn        | Iulian Serban            | Martin Farineaux      | Andrea Testa    |
| K-1 200 m TA mężczyzn         | Marcus Swoboda           | Paolo Bressi          | Henry Manni     |
| V-1 200 m LTA, TA, A mężczyzn | Patrick Viriamu          | Gerhard Bowitzky      | George Thomas   |
| K-1 200 m LTA kobiet          | Christine Gauthier       | Marta Santos Ferreira | Giovanna Chiriu |
| K-1 200 m TA kobiet           | Marta Santos Ferreira    | Christine Selinger    | Séverine Amiot  |
| K-1 200 m LTA, TA, A kobiet   | Christine Selinger       | Tami Hetke            | Lorella Bellato |